# Antarctoscyphus biformis
Antarctoscyphus biformis är en nässeldjursart som först beskrevs av Jäderholm 1905.  Antarctoscyphus biformis ingår i släktet Antarctoscyphus och familjen Sertulariidae.
Artens utbredningsområde är Södra Ishavet. Inga underarter finns listade i Catalogue of Life.